# Innervision
Pour L'album de Stevie Wonder, voir Innervisions.
Singles de System of a Down
Aerials B.Y.O.B.
Innervision est un single et une chanson du groupe de nu metal et de metal alternatif américain System of a Down, tiré de l'album Steal This Album! sortit le 26 novembre 2002. C'est la piste 2 de l'album, la musique est de Daron Malakian et les paroles de Serj Tankian.